# Stanisław Antoni Krasiński
Stanisław Antoni Krasiński herbu Ślepowron (zm. 16 maja 1762 roku) – generał wojsk koronnych, szambelan królewski w 1752 roku, starosta przasnyski w 1752 roku, starosta uściecki w 1727 roku, starosta nowokorczyński.
Syn Aleksandra (ok. 1674–1730, pochowany w Lisowie), cześnika sandomierskiego, kasztelana wiślickiego i Salomei z Trzcińskich. Brat, m.in., Zofii. Żonaty z Anielą Humiecką, córką Stefana, wojewody podolskiego, miał z nią córki: Barbarę za Świdzińskim, Mariannę za Tarnowskim, Franciszkę i Zofię za Wodzickim.
Jako deputat z województwa sandomierskiego podpisał pacta conventa Stanisława Leszczyńskiego w 1733 roku. Poseł województwa sandomierskiego na sejm nadzwyczajny pacyfikacyjny 1736 roku.